# Daniela Colafranceschi
Daniela Colafranceschi (Roma, 2 de abril de 1960) es una arquitecta, diseñadora, ensayista y profesora universitaria italiana.

## Biografía
Licenciada en arquitectura en la Universidad La Sapienza en Roma (1987), se doctoró en proyectos y diseños arquitectónicos en la Universidad de Nápoles Federico II (1994) Es profesora de Arquitectura del Paisaje en la facultad de arquitectura de la Universidad de Regio de Calabria, donde ha desarrollado su actividad académica desde 1991. Dirigió el Programa Internacional IP Erasmus «Changing Landscape. Mediterranean Sensitive Areas Design» entre 2008 y 2011. Ha impartido clases en numerosas universidades, entre las que se incluyen la Escuela Técnica Superior de Arquitectura de Barcelona (ETSAB), la Universidad Pompeu Fabra (UPF) y la Universidad Autónoma de Barcelona en España, la Academia de Bellas Artes de Viena, la Escuela Nacional de Arquitectura de Rabat, la Universidad Kingston y la Universidad de Pensilvania en Estados Unidos, entre otras. Es miembro del comité de expertos del Premio Europeo del Espacio Público Urbano.
En su vertiente profesional, destacan los jardines realizados en Fara in Sabina, Roma, Chaumont-sur-Loire, Canet de Mar y jardín del Museo de Historia de Gerona. Por este último proyecto obtuvo el Premio FAD de Arquitectura 2003. Por su obra efímera 'Jardín del Viento' fue galardonada con el primer premio en el Festival del Verde y del Paisaje de 2013. Sus escritos y proyectos han sido publicados en diversas revistas, como Abitare, Arquitectura Viva, L'Urbe, entre muchas otras. Es autora de varios libros sobre arquitectura, entre los cuales se encuentran Sull'involucro in architettura: Herzog, Nouvel, Perrault, Piano, Prix, Suzuki, Venturí, Wines (Librerie Dedalo 1996), Carme Pinós Arquitecturas (Gustavo Gili, 2015) y Un Altro Mediterraneo (Altralinea, 2015). De 2000 a 2010 dirigió la colección 'Land&Scape '(Gustavo Gili), premiada con la mención especial en los Premios FAD Pensamiento y Crítica de 2011.